# William Edwin Brooks
Pour les articles homonymes, voir Brooks.
William Edwin Brooks (né le 30 juillet 1828, près de Dublin et mort le 18 janvier 1899 à Mount Forest, Ontario) était un ingénieur civil et ornithologiste britannique ayant passé une majeure partie de sa vie en Inde, de 1856 à 1881. Il est le père de l'ornithologue Allan Brooks.